# Enceinte d'Ypres
L'enceinte d'Ypres est un ancien ensemble de fortifications qui protégeait la ville belge d'Ypres, dans la province de Flandre-Occidentale datant du XIVe siècle et modifiée à plusieurs reprises au cours de l'histoire.

## Historique

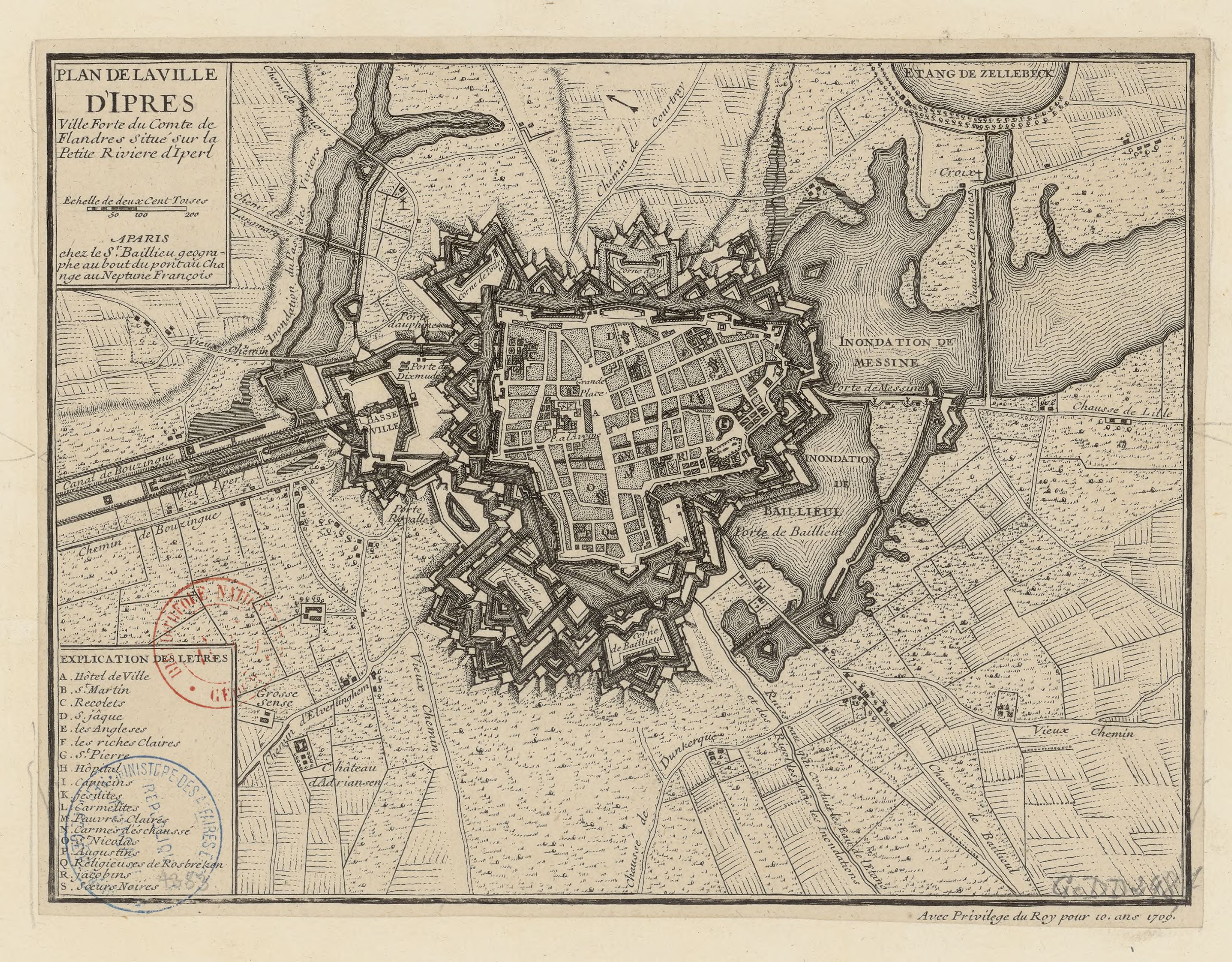
Plan de l'enceinte d'Ypres vers 1709.

Les premières fortifications de la ville datent de 1390, à l'époque du comté de Flandre, quand Ypres était l'un des centres majeurs de la draperie et la troisième ville du comté de Flandre derrière Bruges et Gand.
Après l'annexion d'Ypres au Royaume de France en 1677 elles sont transformées par Vauban.
Lors de la période des Pays-Bas espagnols, les Provinces-Unies obtiennent le droit de garnison dans Ypres par le Traité de la Barrière de 1709. Ensuite vient la période des Pays-Bas autrichiens, lors de laquelle l'empereur Joseph II ordonne le démantèlement des fortifications en 1782. La démolition est arrêtée après la prise de la ville par l'armée révolutionnaire française lors de la seconde annexion française des États de Belgique en 1794.
Lorsqu'Ypres passe sous le régime du Royaume uni des Pays-Bas les fortifications sont intégrées au programme d'édification de la barrière Wellington.
Quand se déclenche la révolution belge, Ypres abrite une garnison de la 6e afdeeling des forces armées du Royaume uni des Pays-Bas sous le commandement du général-major Lambertus Josephus George. Celle-ci évacue la ville le 1er octobre 1830, quelques jours avant la déclaration d'indépendance de la Belgique, le 4. Le 14 décembre 1831, le nouvel état signe la convention des forteresses qui acte la démolition de celle d'Ypres. Celle-ci débutera en 1853.
Lors de la Première Guerre mondiale, le saillant d'Ypres la met au cœur des combats et la ville est presque totalement détruite mais les casemates et les remparts de l'enceinte résistent aux bombardements.

## Images

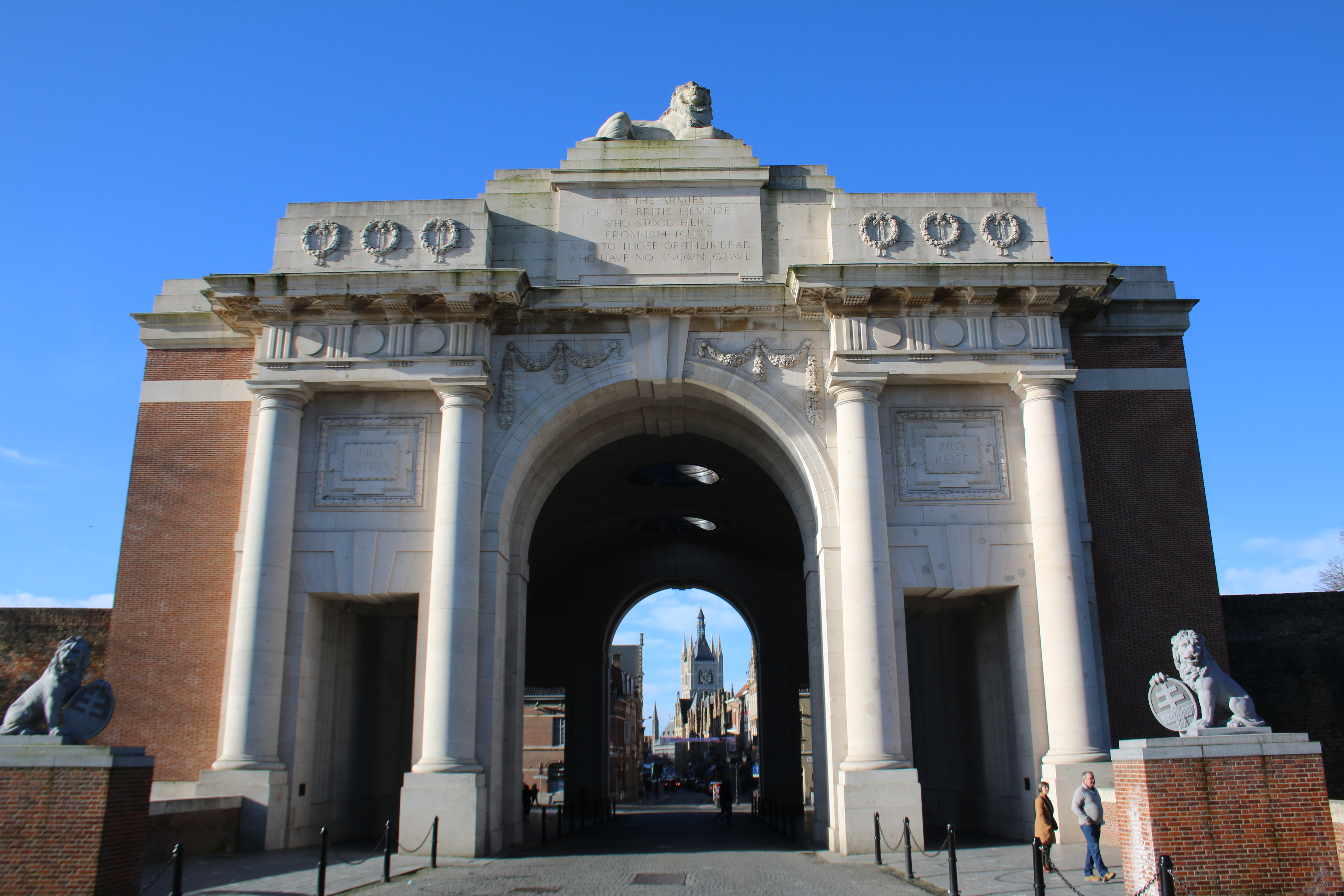
La porte de Menin
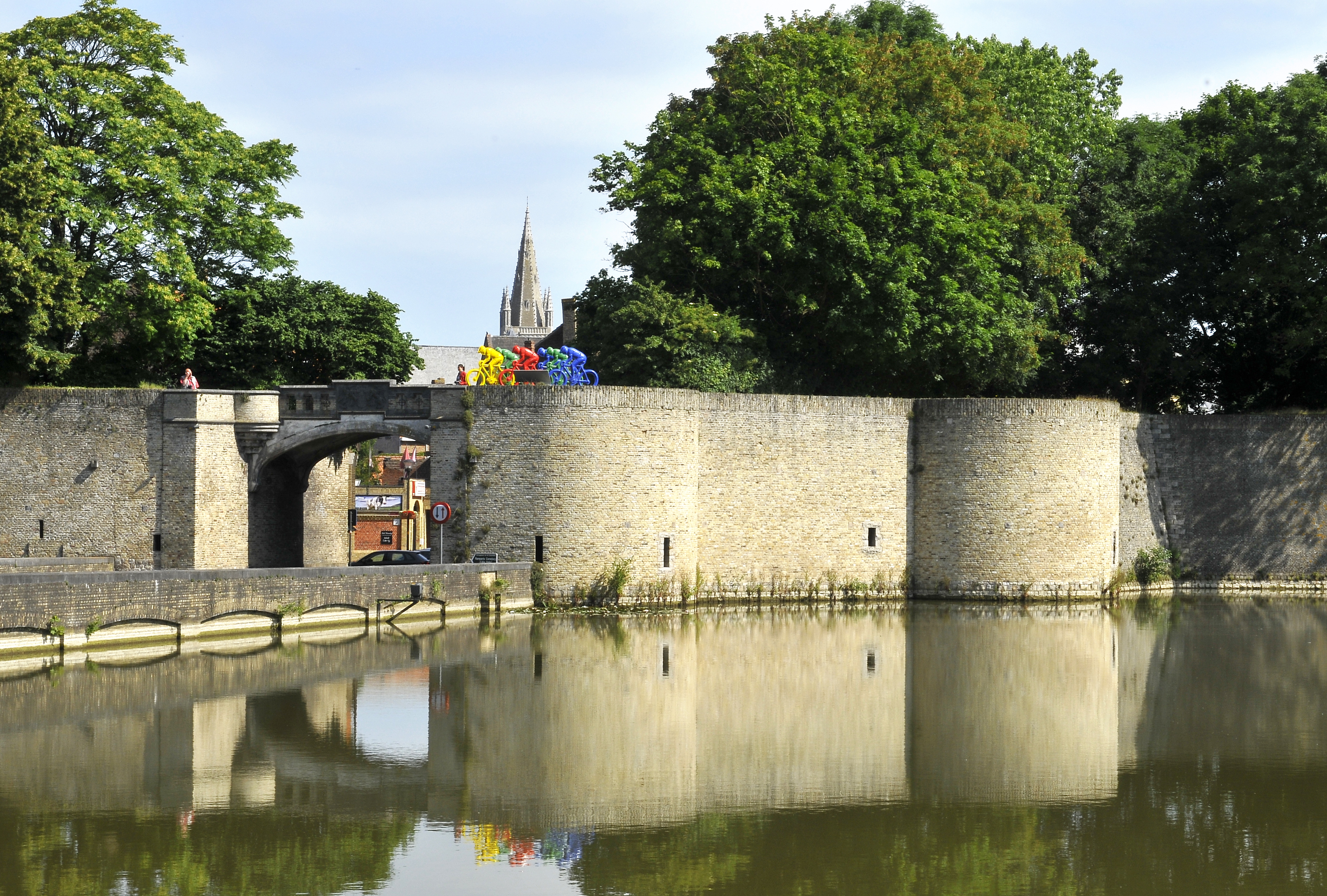
La porte de Lille
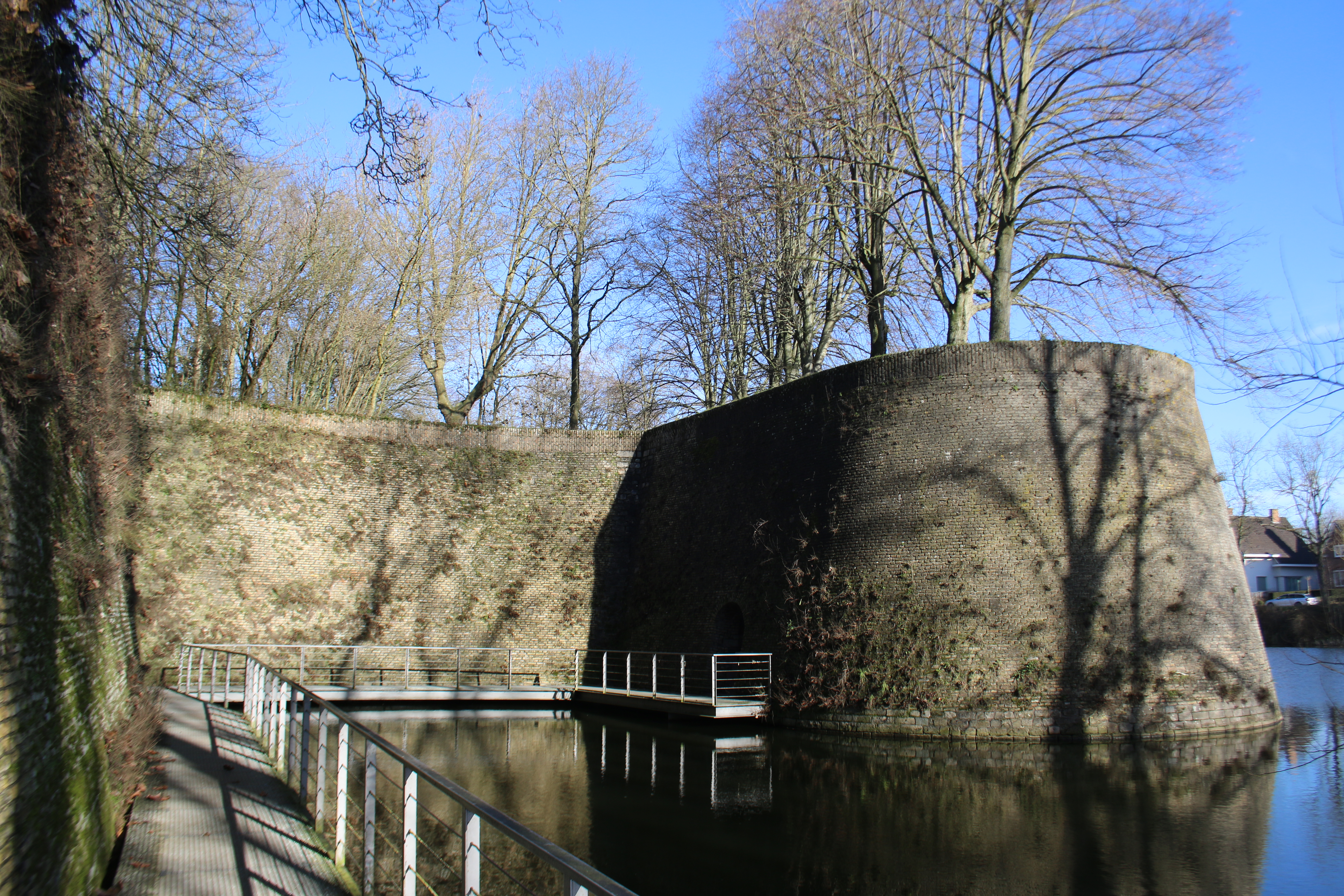
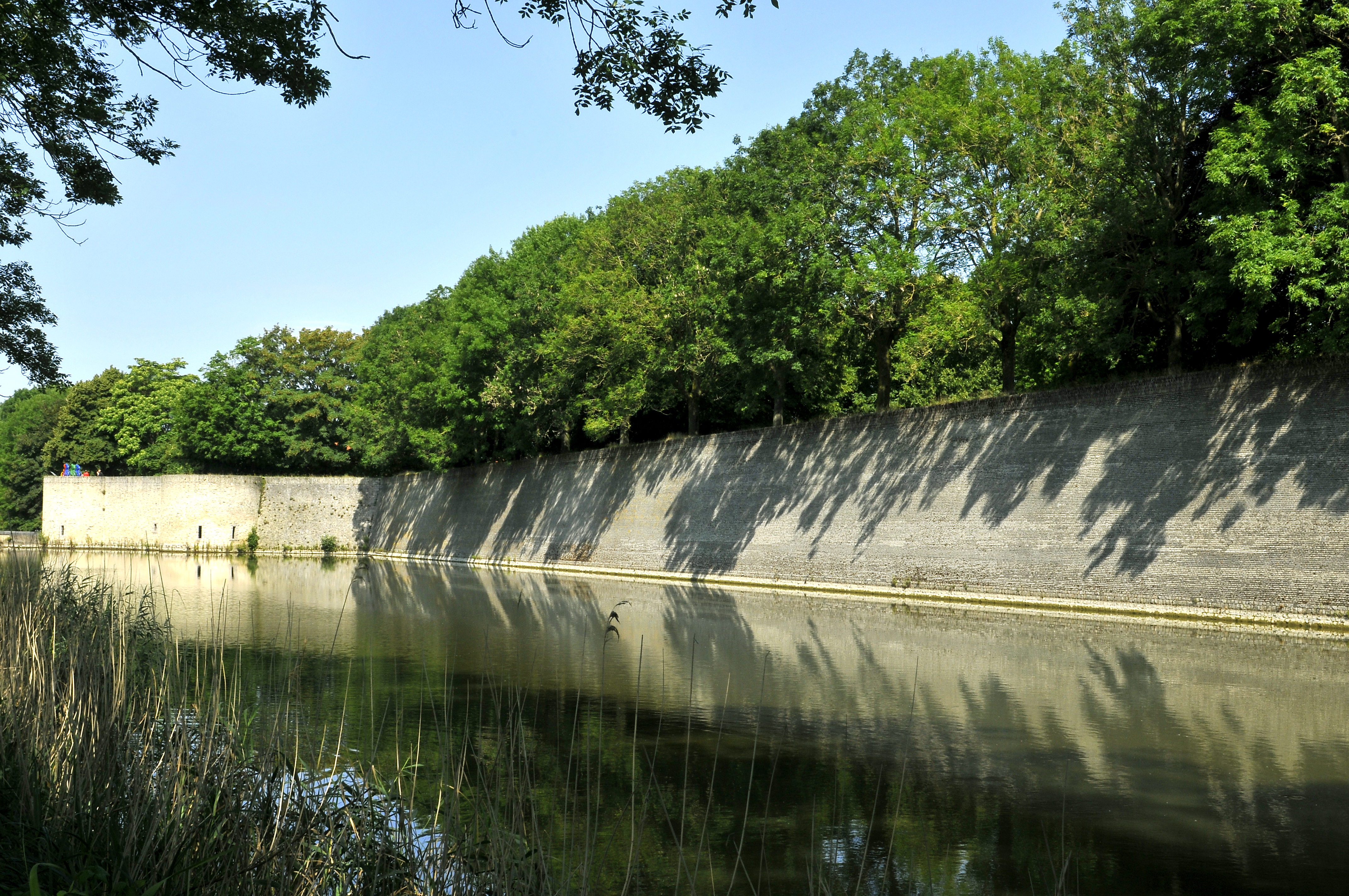
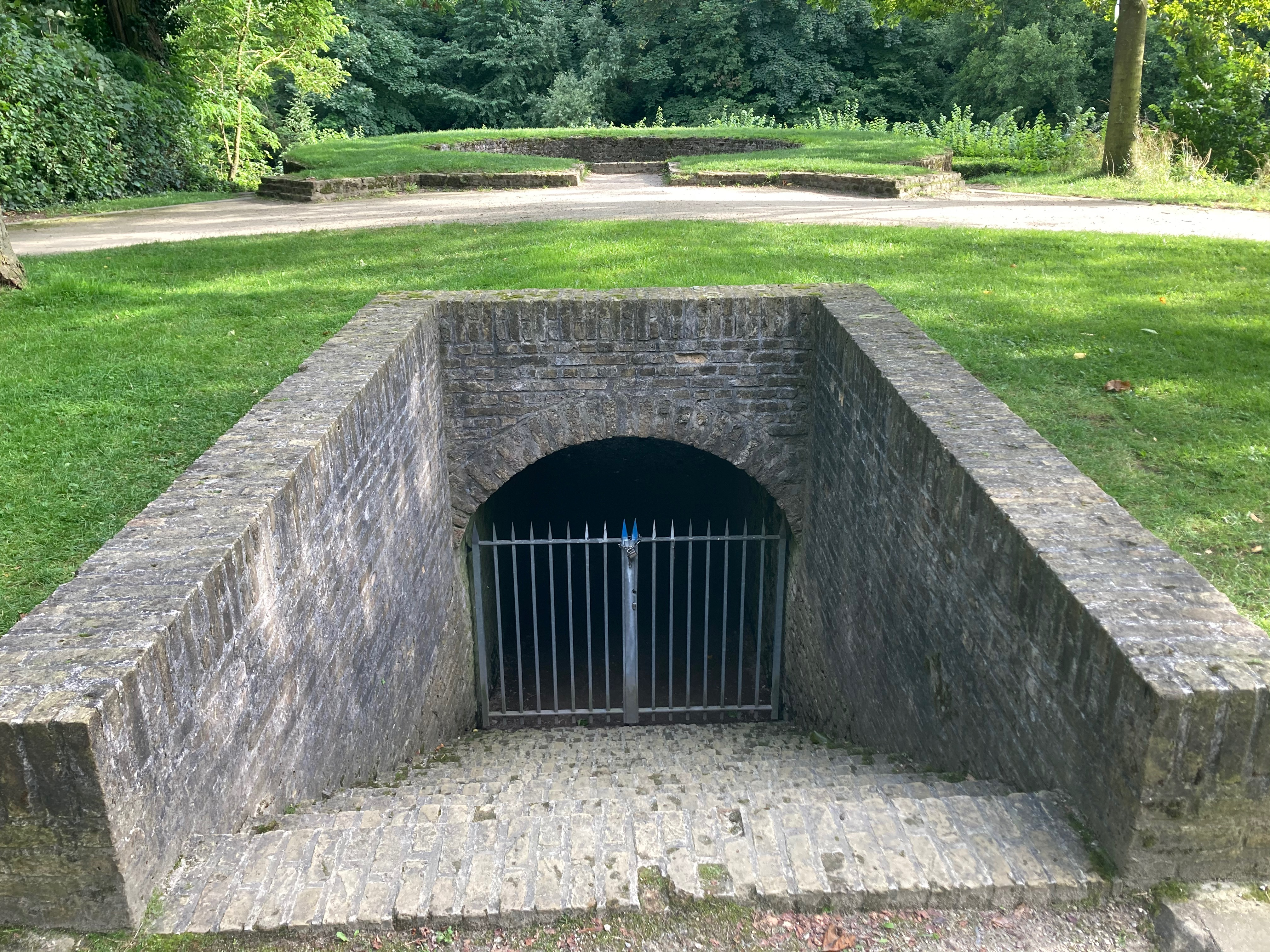